# Ikhtamir
Pour les articles homonymes, voir Khangai (homonymie).
Le sum de Ikhtamir (mongol : ᠶᠡᠬᠡᠲᠠᠮᠢᠷ
ᠰᠤᠮᠤ, VPMC : yeqetamir sumu, cyrillique : Ихтамир сум, MNS : Ikhtamir sum) est situé dans l'aïmag (ligue ou province) d'Arkhangai, au Centre ouest de la Mongolie.